# Ngã đích tam thể
The Three-Body Problem in Minecraft (Tiếng Trung: 我的三体, hán ngữ: Wǒdè Sāntǐ) là một loạt phim hoạt hình mạng của Trung Quốc dựa trên cuốn tiểu thuyết khoa học viễn tưởng Tam Thể của tác giả Lưu Từ Hân. Ban đầu, hoạt hình là một tác phẩm dōjin, nhưng từ mùa thứ hai trở đi, nó đã trở thành một bản chuyển thể chính thức.

## Sản xuất
Đạo diễn của phim hoạt hình, Lý Quyến Nghi (李圳宜), là một sinh viên đang theo học tại Đại học Pau và Vùng Adour và là một fan hâm mộ của bộ tiểu thuyết Tam Thể. Vì anh thường được hỏi về cuốn tiểu thuyết nên anh ấy đã quyết định sử dụng Minecraft để chuyển thể thành tác phẩm hoạt hình. Khi thực hiện tập đầu tiên, anh là người duy nhất tham gia ngoài các diễn viên lồng tiếng, vì vậy anh cần phải điều chỉnh kịch bản, thực hiện thử giọng và thiết kế các cấp độ. Do hạn chế về kỹ thuật, kinh nghiệm và tài chính, mùa đầu tiên dù tương đối thiếu chuyên nghiệp, nhưng vẫn thu hút được những người khác giúp đỡ sản xuất. Sau tập thứ tư, những người sáng tạo đã thành lập một nhóm sản xuất và sau tập thứ chín, tất cả họ đều chuyển sang sản xuất hoạt hình.
Với sự ra mắt của mùa thứ hai, chất lượng đã được nâng cao hơn nữa, với việc bổ sung ánh sáng và biểu cảm của nhân vật. Nó cũng trở thành một bản chuyển thể chính thức, cho phép nhóm nhận được hỗ trợ tài chính và cấp phép chính thức từ các nhà xuất bản của cuốn tiểu thuyết gốc.

## Các mùa
| Mùa                                 | Tập | Thời gian phát sóng | Thời gian phát sóng |
| ----------------------------------- | --- | ------------------- | ------------------- |
| Mùa                                 | Tập | Khởi chiếu          | Kết thúc            |
| 1                                   | 11  | 27 tháng 2 năm 2014 | 6 tháng 10 năm 2015 |
| 2 (Truyền Thuyết về Luo Ji)         | 11  | 9 tháng 6 năm 2016  | 9 tháng 3 năm 2018  |
| 3 (Truyền Thuyết về Trương Bắc Hải) | 9   | 21 tháng 1 năm 2020 | 10 tháng 3 năm 2020 |

Tập trung bình thường kéo dài khoảng 20 phút.
Trong mùa đầu tiên, có khoảng cách sáu tháng giữa tập 10 và 11. Sau tập thứ hai của mùa hai, các bản cập nhật đã bị dừng trong một thời gian dài, trước khi bắt đầu phát sóng trở lại vào tháng 1 năm 2018.

## Thu nhận
Sự đón nhận của giới phê bình phần lớn là tích cực. Trên hai trang web xã hội của Trung Quốc, Douban và Bilibili, bộ phim hoạt hình nhận được đánh giá tổng thể là 9,7/10.
Theo People's Daily, hoạt hình, công việc lồng tiếng, thiết kế cảnh và những chỉnh sửa của người sáng tạo sử dụng nghệ thuật pixel theo phong cách trò chơi điện tử vào sản xuất với chất lượng tương tự như phim khoa học viễn tưởng. Họ cũng khen ngợi chất lượng của hoạt hình, đặc biệt là trong mùa thứ ba. Tờ The Paper cũng khen ngợi nó, nói rằng vì đội ngũ sản xuất là những người hâm mộ của cuốn tiểu thuyết gốc, họ có thể bảo tồn các chi tiết khiến nó hấp dẫn và làm cho cốt truyện chuyển thể trở nên hấp dẫn và phong phú..
Năm 2015, nhóm sản xuất đã được trao Giải Bạc của Lễ trao giải Xingyun.
Bên ngoài Trung Quốc, những người dùng đã tải loạt phim lên YouTube, đưa mỗi phần vào một danh sách phát.